# Đại Bột Hải

Đại Nguyên Quốc (hay còn gọi là Đại Bột Hải Đế Quốc) (tháng 1 năm 1116 - tháng 5 năm 1116)

Đại Bột Hải Đế Quốc (大渤海帝國) (tháng 1 năm 1116 - tháng 5 năm 1116), cũng gọi là Đại Nguyên Quốc (大元國) là một nhà nước được thành lập sau 190 năm từ khi nhà Liêu tiêu diệt Bột Hải vào năm 926. Người Bột Hải tiến hành phản kháng lại sự cai trị của nhà Liêu, tiến hành khởi nghĩa dưới sự lãnh đạo của Cao Vĩnh Xương (고영창, 高永昌) để thành lập quốc gia riêng.
Tháng 1 năm Liêu Thiên Khánh thứ 6 (1116), tại Đông Kinh (nay là Liêu Dương, Liêu Ninh, Trung Quốc), nguyên là vùng đất thuộc vương quốc Bột Hải khi xưa, người Bột Hải tiến hành phản kháng lại sự cai trị của nhà Liêu (đời vua Liêu Thiên Tộ Đế). Họ lên kế hoạch khởi sự giết chết hai viên quan người Liêu cai quản Đông Kinh.
Nhân dịp Đông Kinh được gia cố phòng thủ, một tướng Liêu gốc Bột Hải là Cao Vĩnh Xương (고영창, 高永昌) đã thừa cơ dẫn theo 3000 người Bột Hải chống lại nhà Liêu. Quân Bột Hải do Cao Vĩnh Xương chỉ huy đã đánh đuổi được hai quan viên người Liêu ở Đông Kinh là Đại Công Định và Cao Thanh Minh và chiếm thành Đông Kinh.
Cao Vĩnh Xương tự mình lên ngôi hoàng đế, xưng là Đại Bột Hải Hoàng đế, lập quốc hiệu Đại Nguyên Quốc (大元國), còn gọi là Đại Bột Hải Đế Quốc (大渤海帝國), chọn niên hiệu là Long Cơ, định đô tại thành Đông Kinh (nay là Liêu Dương, Liêu Ninh, Trung Quốc). Sau đó Long Cơ hoàng đế Cao Vĩnh Xương dẫn quân Bột Hải đi công chiếm 50 châu còn lại của Đông Kinh đạo từ nhà Liêu. Toàn bộ bán đảo Liêu Đông đã rơi vào tay của Long Cơ hoàng đế Cao Vĩnh Xương.
Vua Liêu Thiên Tộ Đế phái hai gia nô là Tiêu Hàn và Trương Lâm (cả hai đều là hậu duệ của vương quốc Bột Hải) chỉ huy quân Liêu đi chinh phạt Đại Nguyên Quốc của Cao Vĩnh Xương. Long Cơ hoàng đế Cao Vĩnh Xương hướng lên phía bắc cầu viện nhà Kim (đời vua Kim Thái Tổ). Vua Kim Thái Tổ Hoàn Nhan A Cốt Đả đã cho quân Kim tăng viện cho Long Cơ hoàng đế Cao Vĩnh Xương và chiếm lĩnh địa khu Đông Kinh. Quân Kim thừa cơ đi vòng ra sau lưu công kích quân Liêu. Quân Liêu đại bại.
Sau đó, vào tháng 4 năm 1116, vua Kim Thái Tổ lệnh cho Long Cơ hoàng đế Cao Vĩnh Xương phải từ bỏ đế hiệu và trở thành chư hầu cho nhà Kim. Song Long Cơ hoàng đế Cao Vĩnh Xương đã không nghe theo. Vua Kim Thái Tổ liền thừa thắng dẫn quân Kim tấn công vào Đại Nguyên Quốc (còn gọi là Đại Bột Hải Đế Quốc) của Long Cơ hoàng đế Cao Vĩnh Xương. Quân Kim nhanh chóng đánh bại quân Đại Nguyên Quốc, chiếm 50 châu của Đại Nguyên Quốc ở bán đảo Liêu Đông. Quân Kim sau đó còn đánh bại Long Cơ hoàng đế Cao Vĩnh Xương và quân Bột Hải thêm 1 trận lớn nữa.
Đến tháng 5 năm Thu Quốc thứ hai 1116, quân Đông lộ của nhà Kim đã lợi dụng đêm tối mà đánh chiếm kinh thành Đông Kinh (nay là Liêu Dương, Liêu Ninh, Trung Quốc) của Long Cơ hoàng đế Cao Vĩnh Xương. Long Cơ hoàng đế Cao Vĩnh Xương bị chém đầu trong tháng 5 năm 1116. Kể từ đó, Đông Kinh đạo với 50 châu của Đại Nguyên Quốc (Đại Bột Hải Đế Quốc), hay là của nhà Liêu trước đó, đã trở thành đất của nhà Kim. Cũng kể từ đó, một loạt phong trào phục quốc Bột Hải đã kết thúc trong thất bại.
Sự khác biệt giữa các cuộc nổi dậy của người Bột Hải và người Nữ Chân không phải lúc nào cũng được xác định rõ ràng bởi nhà Liêu. Trong văn bia năm 1117 về một tướng lĩnh nhà Liêu đã chết khi chiến đấu chống lại người Nữ Chân vào năm 1114 có đề cập rằng người Bột Hải và người Nữ Chân có mối liên hệ với nhau và được xếp vào cùng một loại người.